# Vallisneria
Vallisneria là một chi thực vật có hoa trong họ Hydrocharitaceae.

## Các loài
Các loài được công nhận bao gồm
1. Vallisneria americana – Bắc Mỹ, bao gồm cả Tây Ấn, Colombia
2. Vallisneria anhuiensis – An Huy, Trung Quốc.
3. Vallisneria annua – Australia.
4. Vallisneria australis – Australia.
5. Vallisneria caulescens – Australia.
6. Vallisneria densiserrulata – Trung Quốc, Nhật Bản.
7. Vallisneria erecta – Queensland.
8. Vallisneria longipedunculata – An Huy
9. Vallisneria nana – Philippines, New Guinea, bắc Australia, New Caledonia.
10. Vallisneria natans – Trung Quốc, Nhật Bản, Triều Tiên, Primorye, Việt Nam, Ấn Độ, Nepal, Iraq.
11. Vallisneria rubra – Miền bắc Tây Australia.
12. Vallisneria spinulosa – Trung Quốc.
13. Vallisneria spiralis – Nam + Đông Âu, Tây + Nam + Tây nam châu Á, châu Phi. Ở Việt Nam thường được biết đến với cái tên "Hẹ nước".[4]
14. Vallisneria triptera – Bắc Australia.

## Hình ảnh

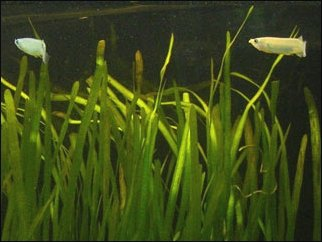
Vallisneria gigantea trong bể cá nhiệt đới (với cá lìm kìm nước ngọt Nomorhamphus liemi)
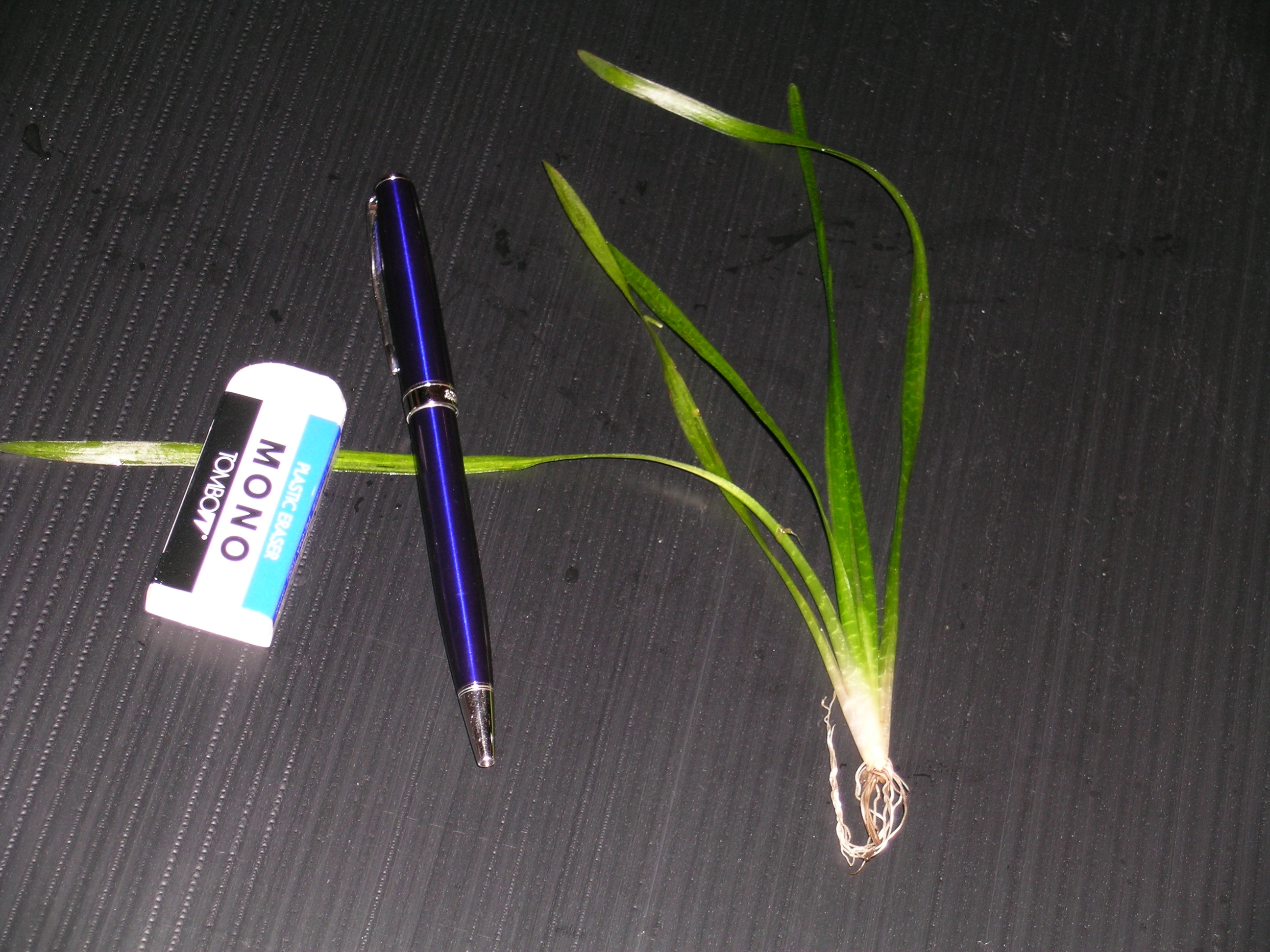
"Vallis neria asiatica" var. biwaensis. Nguyên thủy sinh sống trong hồ Biwa, Nhật Bản. Cũng được trồng trong trang trại ở Đông Nam Á.